# شازل، اندر
شازل، اندر (به فرانسوی: Chezelles) یک کمون در فرانسه است که در اندر واقع شده‌است. شازل ۱۷٫۳۲ کیلومتر مربع مساحت و ۴۲۷ نفر جمعیت دارد و ۱۶۳ متر بالاتر از سطح دریا واقع شده‌است.